# Giardini-Naxos
Giardini-Naxos is een gemeente en tevens een met name onder Italianen populaire toeristenplaats in de Italiaanse provincie Messina (regio Sicilië) en telt 9359 inwoners (31-12-2004). De oppervlakte bedraagt 5,4 km², de bevolkingsdichtheid is 1733 inwoners per km².

## Demografie
Giardini-Naxos telt ongeveer 4000 huishoudens. Het aantal inwoners steeg in de periode 1991-2001 met 5,9% volgens cijfers uit de tienjaarlijkse volkstellingen van ISTAT.
| Jaar | Inwoneraantal |
| ---- | ------------- |
| 1991 | 8640          |
| 2001 | 9152          |

## Geografie
Giardini-Naxos grenst aan de gemeenten Calatabiano (CT) en Taormina.

## Varia
Op 16 augustus 2019 overleed wielrenner en voormalig Ronde Van Frankrijk-winnaar Felice Gimondi hier aan een hartaanval toen hij aan het zwemmen was in zee. 

## Externe link

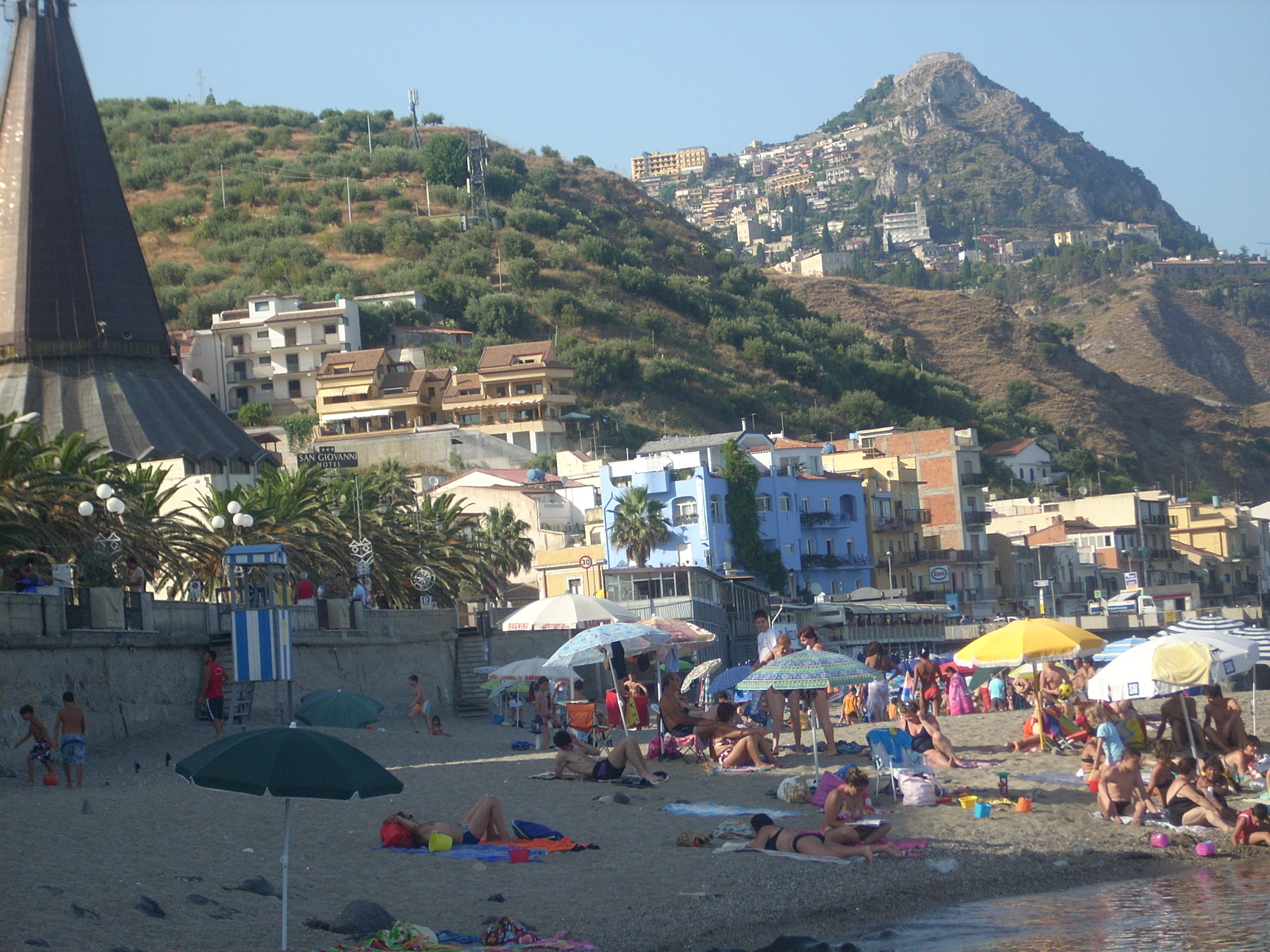
Het strand van Giardini-Naxos.

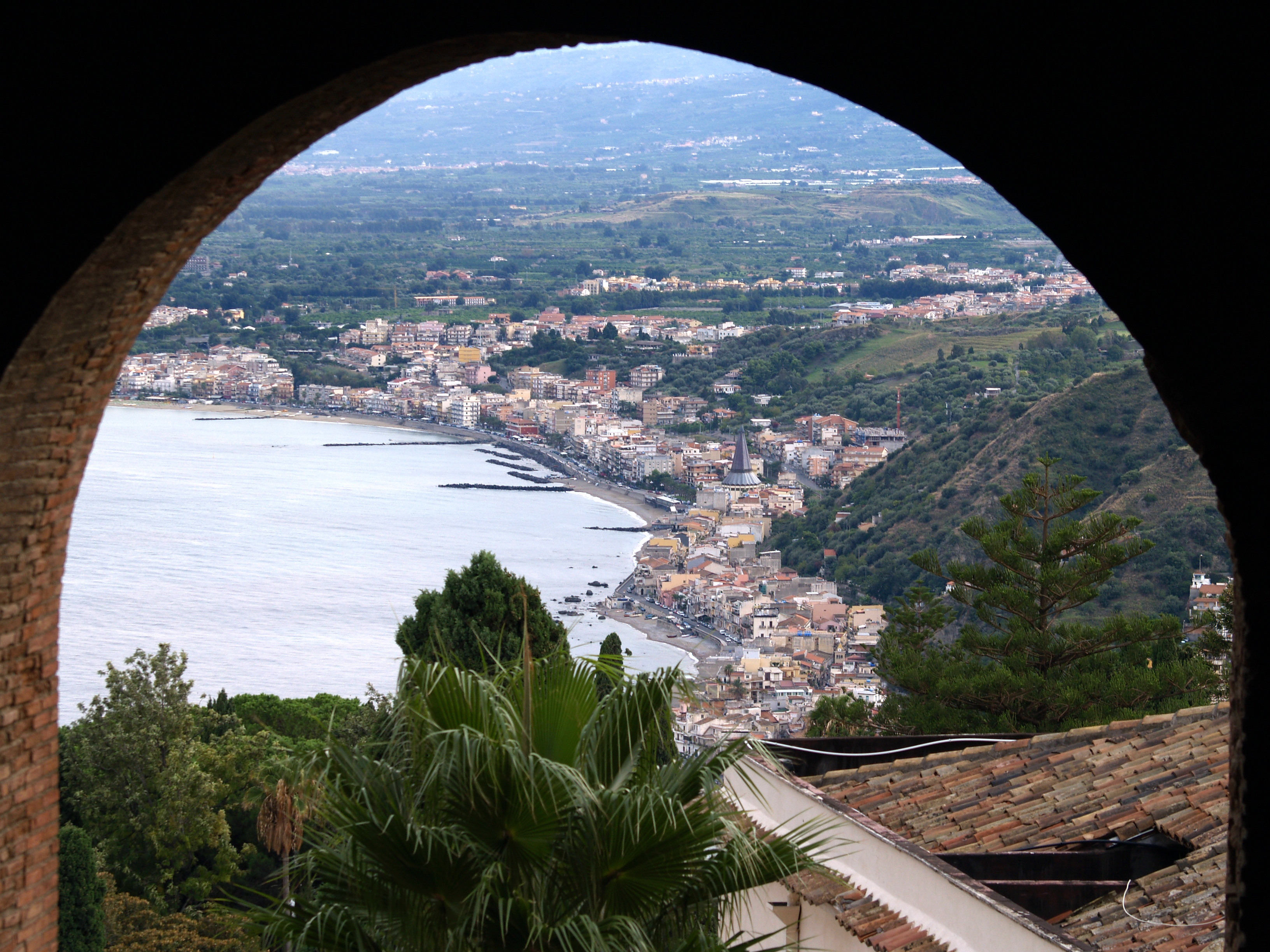
Giardini-Naxos gezien vanuit Taormina.